# Labioplastyka

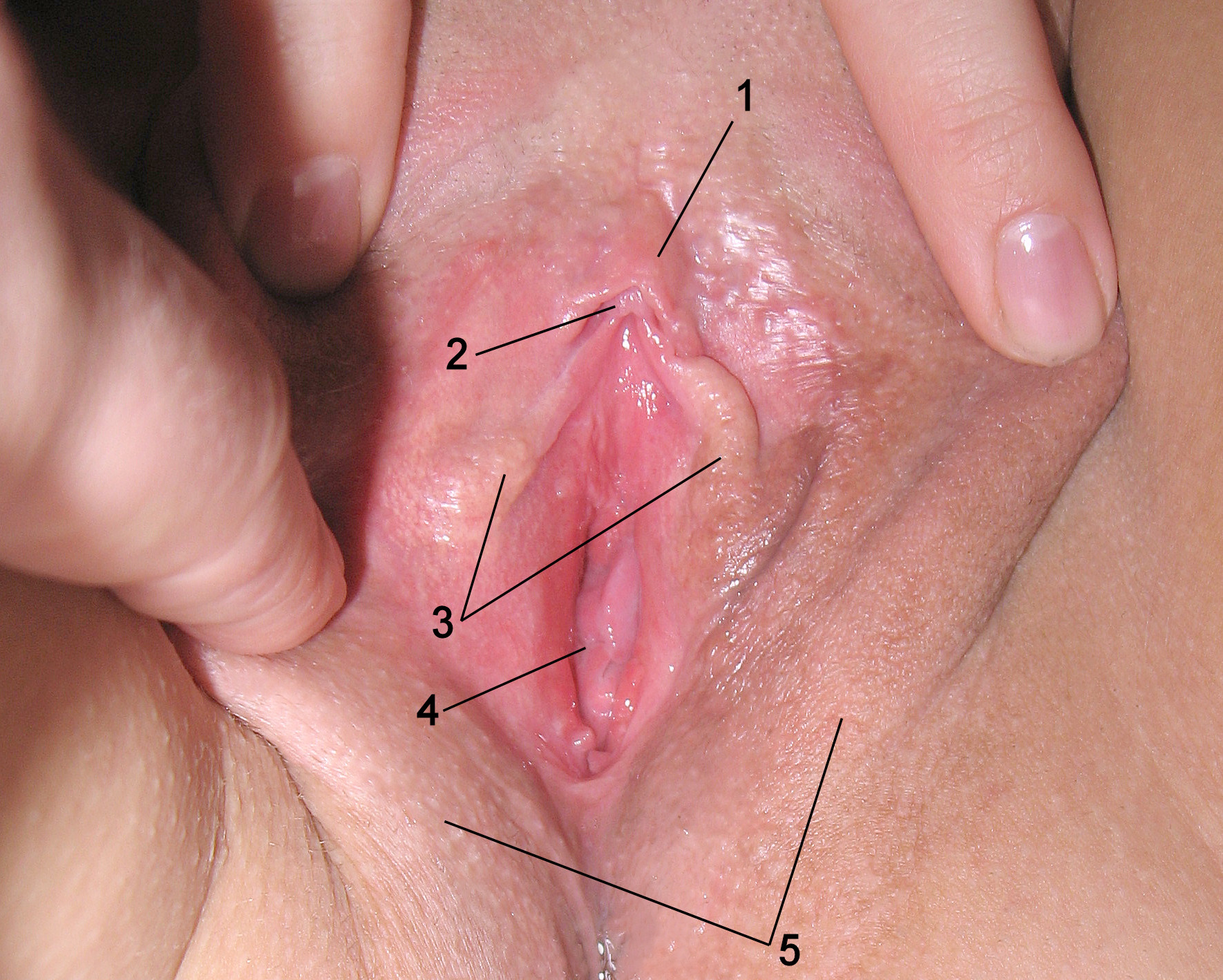
Budowa warg sromowych:
1 – napletek łechtaczki, 2 – łechtaczka, 3 – wargi sromowe mniejsze, 4 – wejście do pochwy, 5 – wargi sromowe większe

Labioplastyka (ang. labioplasty) – zabieg z zakresu chirurgii estetycznej, którego celem jest zmiana wielkości lub kształtu warg sromowych. Zabieg obejmować może zarówno wargi sromowe większe jak i mniejsze. Zabieg wykonywany jest przede wszystkim u kobiet, które posiadają wady wrodzone (np. przerośnięte wargi sromowe) lub po prostu odczuwają dyskomfort fizyczny związany z wyglądem swoich narządów płciowych, uważając że wygląd ich miejsca intymnego nie mieści się w granicach normy.
Zewnętrzne narządy płciowe u kobiety ogólnie nazywane są sromem. W ich skład wchodzą wargi sromowe większe, wargi sromowe mniejsze, łechtaczka, cewka moczowa oraz pochwa. Rozmiar, kolor, czy kształt warg sromowych może być bardzo zróżnicowany. Wygląd warg sromowych może zmienić się po porodzie, w efekcie starzenia lub innych czynników. Labioplastyka stosowana jest w takich przypadkach jak: różnego rodzaju wady wrodzone, wady związane interseksualnością, nadmierne rozciągnięcie lub rozerwanie warg w wyniku porodu lub urazu (np. u ofiar gwałtu). Labioplastyka (obok waginoplastyki) stanowi też jedną z operacji korekty płci i polega wtedy na wytworzeniu nieistniejących wcześniej warg sromowych.

## Przeciwwskazania

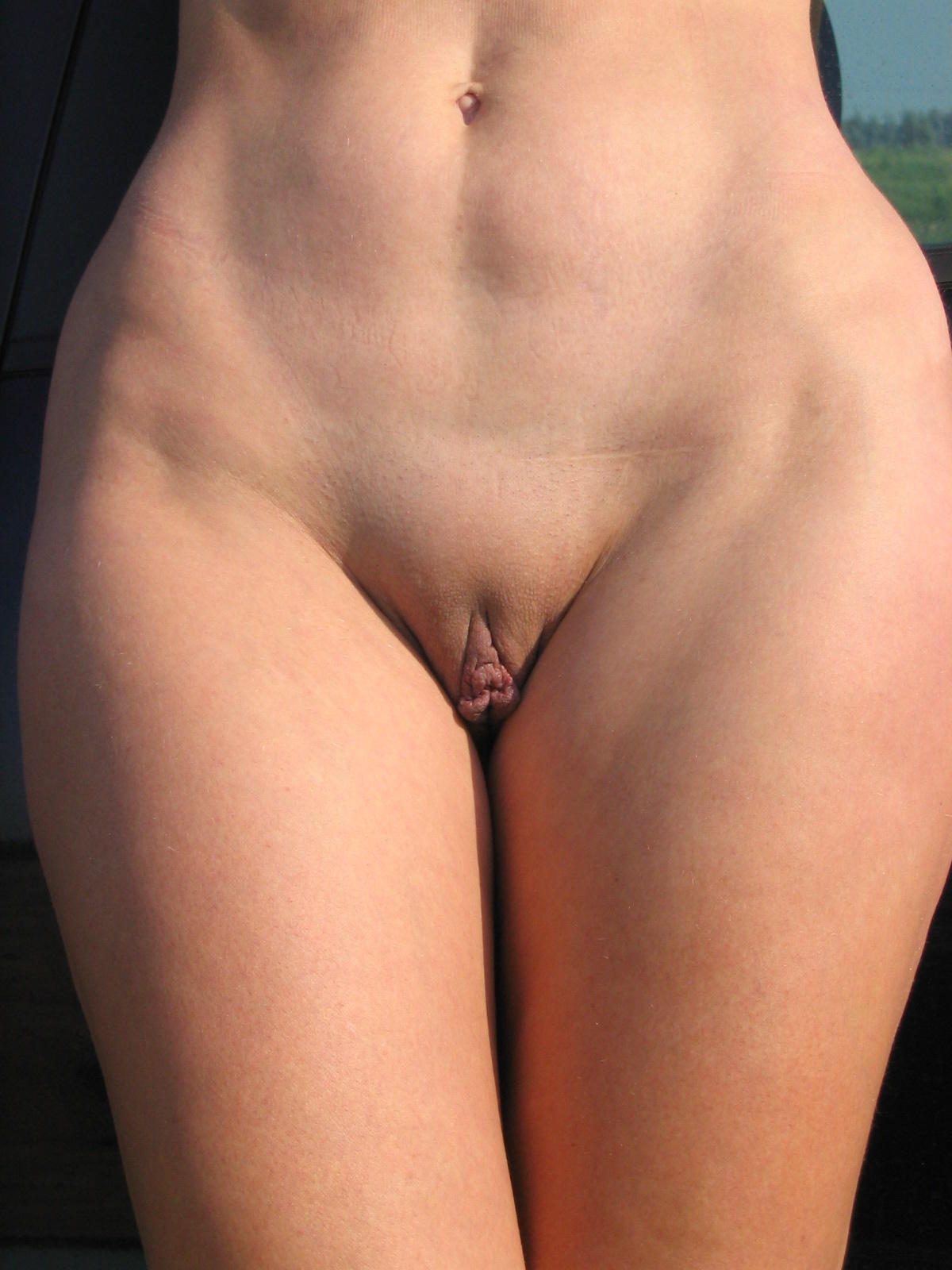
Widoczne wargi sromowe mniejsze wystające spomiędzy warg sromowych większych

Zabieg zmniejszenia warg sromowych nie jest wskazany u kobiet, które cierpią na choroby ginekologiczne (np. choroby nowotworowe). Ze względu na negatywny wpływ nałogu tytoniowego na gojenie się ran, kobieta decydująca się na zabieg powinna zaprzestać na jakiś czas palenia, najlepiej na stałe. Zabieg nie powinien być wykonywany podczas miesiączkowania, ponieważ wzrasta ryzyko zakażenia. Jednym z częstych przeciwwskazań do zabiegu są problemy z krzepliwością krwi, ciąża oraz zły ogólny stan zdrowia.

## Kandydaci do zabiegu
Aby zwiększyć bezpieczeństwo zabiegu i zminimalizować ryzyko wystąpienia powikłań, pacjentka nie powinna cierpieć na zaburzenia krzepliwości krwi, nadciśnienie tętnicze czy cukrzycę. Kandydatka do zabiegu nie powinna być w ciąży ani karmić piersią. Zabieg wykonywany jest u kobiet, u których ze względu na przerośnięte wargi sromowe, codzienne czynności takie jak chodzenie czy uprawianie sportów sprawiają ból, np. poprzez ocieranie się warg sromowych o ubrania. Na zabieg kwalifikują się również kobiety, które posiadają zdeformowane wargi sromowe, ze względu na odbyty poród lub wady wrodzone bądź urazy. Brak zadowolenia z wyglądu swoich narządów płciowych również jest wskazaniem, zwłaszcza gdy niezadowolenie z wyglądu sromu, odbija się negatywnie na poczuciu własnej wartości oraz dyskomfortu podczas kontaktów seksualnych.

## Bezpieczeństwo zabiegu
Plastyka warg sromowych, jak każdy zabieg chirurgiczny niesie ze sobą ryzyko wystąpienia powikłań. Do najczęściej występujących powikłań związanych z labioplastyką można zaliczyć: krwiaki, obrzęki, zasinienia, dolegliwości bólowe, infekcje, nadmierne krwawienie, zmiany czucia, asymetrię warg sromowych, a w ekstremalnych przypadkach martwicę wargi sromowej.
Zaletami wykonania labioplastyki jest wyzbycie się kompleksów, poprawienie komfortu psychicznego w kontaktach seksualnych, zniwelowanie bólu związanego z ocieraniem się warg sromowych o odzież oraz polepszenie jakości życia, zwłaszcza towarzyskiego. Z kolei wadami labioplastyki jest ryzyko wystąpienia nawet poważnych powikłań oraz widoczne blizny jakiś czas po zabiegu.

## Przygotowanie do zabiegu
Przed zabiegiem powinny być wykonane podstawowe badania, na podstawie których lekarz wykluczy istnienie przeciwwskazań. W przypadku wątpliwości lekarz może zlecić wykonanie dodatkowych badań. Planując termin zabiegu należy uwzględnić cykl menstruacyjny, a optymalny termin zabiegu to nie później niż 10 dni przed spodziewanym krwawieniem. Na kilka tygodni przed zabiegiem powinno się zaprzestać palenia tytoniu, a im wcześniej tym lepiej. Na dwa tygodnie przed planowanym terminem labioplastyki zaleca się nie przyjmowanie leków zaburzających krzepliwość krwi. Są to wszystkie leki zawierające kwas acetylosalicylowy, np. aspiryna, polopiryna S, Alka-Seltzer (tabletka musująca), Etopiryna, Polocard, Upsarin C i wiele innych. W dzień zabiegu powinno się przybyć na czczo.

## Przebieg zabiegu

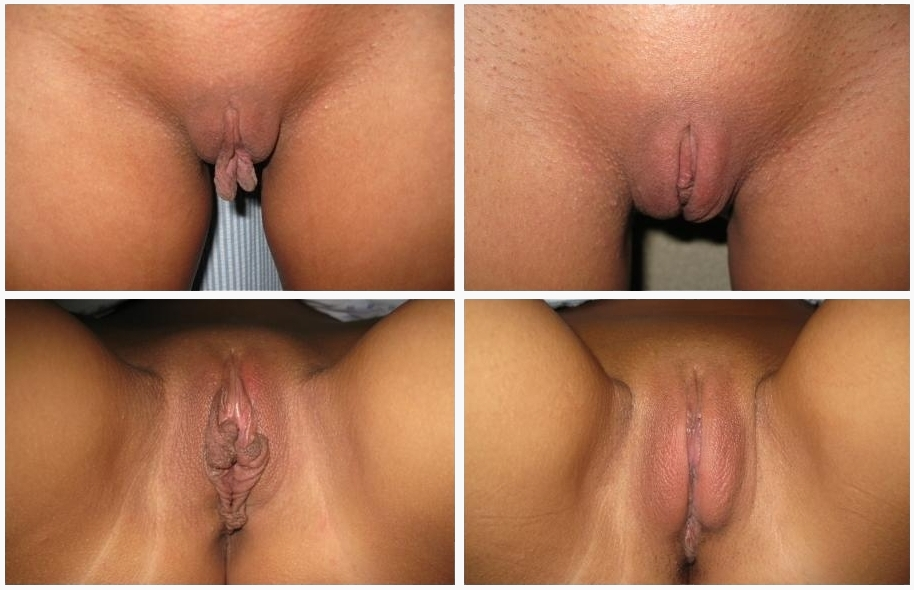
Labioplastyka uwzględniająca redukcję kaptura łechtaczki

Wyróżnia się dwie podstawowe metody wykonywania labioplastyki, są nimi metoda TRIM oraz Wedge.
Metoda TRIM to technika resekcji krawędzi, polega na obcięciu brzegów przerośniętych warg sromowych. Procedura ta stosowana jest przez większość lekarzy, ponieważ jest najłatwiejsza do wykonania. Wadą tej metody jest widoczna blizna oraz utrata naturalnej chropowatości krawędzi warg sromowych, co skutkuje nienaturalnym wyglądem sromu. Ponadto rośnie ryzyko uszkodzenia istotnych zakończeń nerwowych. Metoda TRIM wykorzystywana jest w przypadku, gdy założeniem zabiegu jest zmiana wyglądu brzegów warg sromowych.
Znaczna część chirurgów decyduje się na redukcję warg sromowych metodą Wedge, czyli resekcji klinowej. Jest to zabieg wymagający większego doświadczenia i jest trudniejszy do wykonania, ale daje bardziej naturalny efekt. Metoda ta polega na wycięciu tkanki w kształcie litery V. Dzięki takiemu podejściu brzegi warg sromowych zachowują swoją pierwotną naturalną fakturę. Dodatkową zaletą jest ukrycie blizny, która jest praktycznie niewidoczna. Jeśli zabieg wykonywany jest przy pełnej grubości resekcji istnieje potencjalne ryzyko uszkodzenia istotnych zakończeń nerwowych, co w efekcie prowadzi do drętwienia operowanej okolicy. Mając to na uwadze, podczas przeprowadzania labioplastyki tą metodą, podczas resekcji usuwana jest tylko część grubości wargi sromowej.
Labioplastyka może być przeprowadzana w znieczuleniu miejscowym, sedacji lub pełnej narkozie. Cała procedura trwa od 1 do 2 godzin, a dokładna długość zabiegu uzależniona jest od metody oraz indywidualnych cech pacjentki. Po zastosowaniu anestezji nadmiar warg sromowych jest usuwany, a warga sromowa jest odpowiednio modelowana. Procedura ta wymaga olbrzymiej dokładności, ponieważ jest to obszar bardzo mocno ukrwiony i unerwiony.

## Rekonwalescencja
Ból pooperacyjny jest minimalny, a kobieta na ogół opuszcza szpital jeszcze tego samego dnia. Dla większej wygody i zabezpieczenia operowanej okolicy zleca się noszenie podpasek. We wczesnym okresie pooperacyjnym wargi mogą być mocno opuchnięte ze względu na roztwór znieczulający wstrzyknięty podczas zabiegu. Może być zlecone miejscowe stosowanie maści na bazie antybiotyku na operowany obszar. Do 4 dni po zabiegu zaleca się odpoczynek i nie angażowanie się zbytnio w prace domowe. Zaleca się nie używanie tamponów przez co najmniej 4 tygodnie. Podobnie jest z obcisłą bielizną, stringami i stosunkami seksualnymi – przez najbliższy miesiąc należy się tego wystrzegać. Efekty zabiegu są trwałe, jednak kolejny poród może wpłynąć negatywnie na przyszły wygląd warg sromowych.